# Наканно
Наканно — село в Катангском районе Иркутской области. Относится к Ербогачёнскому муниципальному образованию.

## Происхождение названия
В переводе с эвенкийского название села означает маленькие хребты. Местность вокруг населённого пункта равнинная, однако там присутствуют множество невысоких горок, хребтов и поднятий.

## Экономика
Жители населённого пункта живут, в основном, за счёт охоты и рыболовства. В селе функционирует магазин.

## Транспортное сообщение
Село находится в изоляции от внешнего мира в глухой тайге. Сообщение с населённым пунктом осуществляется только с помощью вертолёта. Зимой раз в год в населённый пункт приходят автомобили, привозящие провизию.

## Связь
Единственным средством связи в селе — таксофон, который однако работает не постоянно.

## Население
| 2002 | 2010 | 2011 | 2012 |
| ---- | ---- | ---- | ---- |
| 100  | ↘74  | →74  | ↘72  |